# Salomo Franck
Salomo Franck, ook wel Salomon Franck (Weimar, maart 1659 - (begraven) 14 juni 1725 in Weimar) was een Duitse jurist, een geleerde en een begaafd dichter. Tegenwoordig is hij vooral bekend als tekstschrijver van een cantatejaargang die door Johann Sebastian Bach werd voorzien van toepasselijke muziek.

## Biografie
Franck studeerde rechten en vermoedelijk ook theologie in Jena. Daarna verbleef en werkte hij achtereenvolgens in Zwickau, Arnstadt en Jena, voordat hij in 1701 terugkeerde naar Weimar. Vanaf 1702 werd hij hofdichter en beheerde hij het muntenkabinet en de uitgebreide hofbibliotheek van de Weimarse hertog Wilhelm Ernst. Hij vervulde de functie van secretaris van het hertogelijke consistorie te Weimar.

### Dichter van wereldlijke cantates
Vanaf 1694 dichtte hij teksten bestaande uit bijbelwoorden en strofengedichten voor cantates voor het hof van Weimar. Later, vanaf ongeveer 1710, ging Franck onder invloed van Erdmann Neumeister ook niet-strofengedichten schrijven. Hij dichtte een groot aantal gelegenheidscantates. De bekendste is de tekst voor het banket bij de 31e verjaardag in 1713, van de hertog Christian van Saksen-Weissenfels genoemd "Was mir behagt, ist nur die muntre Jagd!"  en getoonzet door J.S. Bach, (BWV 208). Deze cantate is het eerste gedocumenteerde voorbeeld van de samenwerking tussen Franck en Bach.
Franck was eveneens de auteur van de huwelijkscantate (1718), opgenomen in de bundel  "Heliconische Ehren- Liebes- Und Trauer-Fackeln" bij het huwelijk van hertog Ernst August met prinses Eleonore Wilhelmine van Anhalt-Köthen. Van deze cantate is Bachs muziek verloren gegaan. 

### Dichter van religieuze cantates
Franck is ook bekend van zijn vele kerkcantates:
- Evangelisches Andachts-Opffer (cantatejaarcyclus in 1714/15)
- Evangelische Seelenlust (1716)
- Evangelische Sonn- und Festtages-Andachten (cantatejaarcyclus in 1716/17).

Salomon Franck schreef ook de lijvige tekst van een meerdelig begrafeniswerk, door Bach op muziek gezet, genoemd "Was ist, das wir Leben nennen" (BCB19), ter gelegenheid van de begrafenis van jong overleden prins Johann Ernst (1696-1715), zoon van Johan Ernst III van Saksen-Weimar, in augustus 1715. Bachs muziek is verloren gegaan. Picander, tekstschrijver van het oratorium Matthäus Passion (1727), putte inspiratie uit teksten van Brockes en Salomon Franck.
Franck leverde de libretti voor bijna alle cantates die Bach vanaf 1714 in Weimar schreef. Franck leverde werk af van hoog poëtisch niveau met heldere theologische boodschappen en stimuleerde Bach daardoor bij het componeren van even hoogwaardige muziek.
- Bibliothèque nationale de France: cb15077425f (data)
- Gemeinsame Normdatei: 121199398
- International Standard Name Identifier: 0000 0001 2020 7795
- Library of Congress Control Number: no93014077
- Nationale Bibliotheek van Letland: 000150728
- MusicBrainz: efdb23e5-03f1-41ab-b578-d601da9c9fd4
- Nationale Bibliotheek van Tsjechië: mzk2011645504
- Nationale Bibliotheek van Israël: 987007287595605171
- Nederlandse Thesaurus van Auteursnamen: 070780641
- Istituto Centrale per il Catalogo Unico: MUSV027477
- SNAC: w6pk0tb9
- Virtual International Authority File: 10137934
- WorldCat: E39PBJbGTb8BRkrffWj7mQTvHC